# Poeciloptila atyalpa
Poeciloptila atyalpa är en nattsländeart som beskrevs av Schmid 1991. Poeciloptila atyalpa ingår i släktet Poeciloptila och familjen stenhusnattsländor. Inga underarter finns listade i Catalogue of Life.